# Pav (rod)
Pav (znanstveno ime Pavo) je rod ptic, ki vsebuje dve vrsti s pisanim perjem samcev. Repna peresa so podaljšana, samci pa imajo pisano perje. Ti dve vrsti sta največji predstavnici poljskih kur (Phasianidae).  
V ujetništvu se obe vrsti pava medsebojno lahko križata.

## Vrste
Rod vsebuje dve vrsti.
| Domače ime                | Znanstveno ime in podvrste | Range                           | Velikost in ekologija     | IUCN status in ocenitev populacije |
| ------------------------- | --- | ------------------------------- | ------------------------- | ---------------------------------- |
| Navadni pav Samec Samica  | Pavo cristatus Linnaeus, 1758 | Južna Atija; uveden tudi drugod | velikost: Habitat: Hrana: | LC                                 |
| Klasasti pav Samec Samica | Pavo muticus Linnaeus, 1766 Tri podvrste - P. m. muticus Linnaeus, 1766 - P. m. spicifer Shaw, 1804 - P. m. imperator Delacour, 1949 | Jugovzhodna Azija               | velikost: Habitat: Hrana: | EN                                 |

## Fosili
- Pavo bravardi, fosil iz obdobja zgodnji - pozni pliocen.[2]
- Gallus aesculapii, pozni miocen - zgodnji pliocene iz Grčije naj bi tudi pripadal temu rodu.[2]